# And Nothing Hurt
And Nothing Hurt è l'ottavo album in studio di Spiritualized. L'album è stato pubblicato il 7 settembre 2018 attraverso Fat Possum Records negli Stati Uniti e Bella Union nel Regno Unito, ed è il primo album della band in sei anni dal 2012 con Sweet Heart Sweet Light. L'album è stato annunciato l'11 giugno 2018, insieme all'uscita dei primi singoli dell'album, I'm Your Man e A Perfect Miracle. L'album è stato prodotto da Jason Pierce.

## Tracce
1. A Perfect Miracle – 4:46
2. I'm Your Man – 4:28
3. Here It Comes (The Road) Let's Go – 4:41
4. Let's Dance – 5:11
5. On the Sunshine – 5:00
6. Damaged – 4:57
7. The Morning After – 7:42
8. The Prize – 5:24
9. Sail on Through – 6:00